# Ronovská tabule
Ronovská tabule je geomorfologický okrsek v jihovýchodní části Čáslavské kotliny, ležící v okrese Kutná Hora ve Středočeském kraji, v okrese Chrudim v Pardubickém kraji a v okrese Havlíčkův Brod v kraji Vysočina. Jiný používaný název pro totéž území je Ronovská kotlina.

## Poloha a sídla

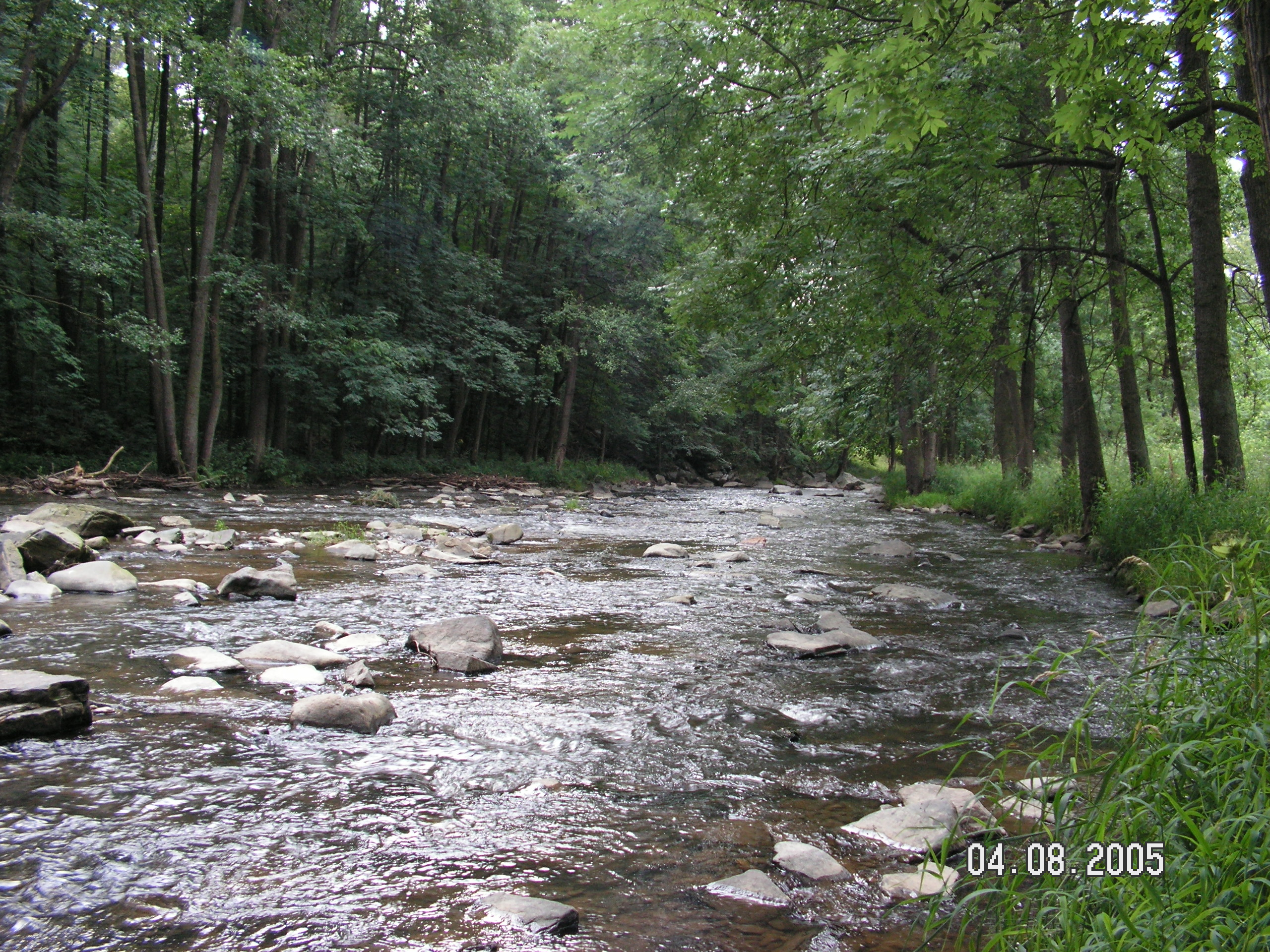
Doubrava u Ronova n.D.

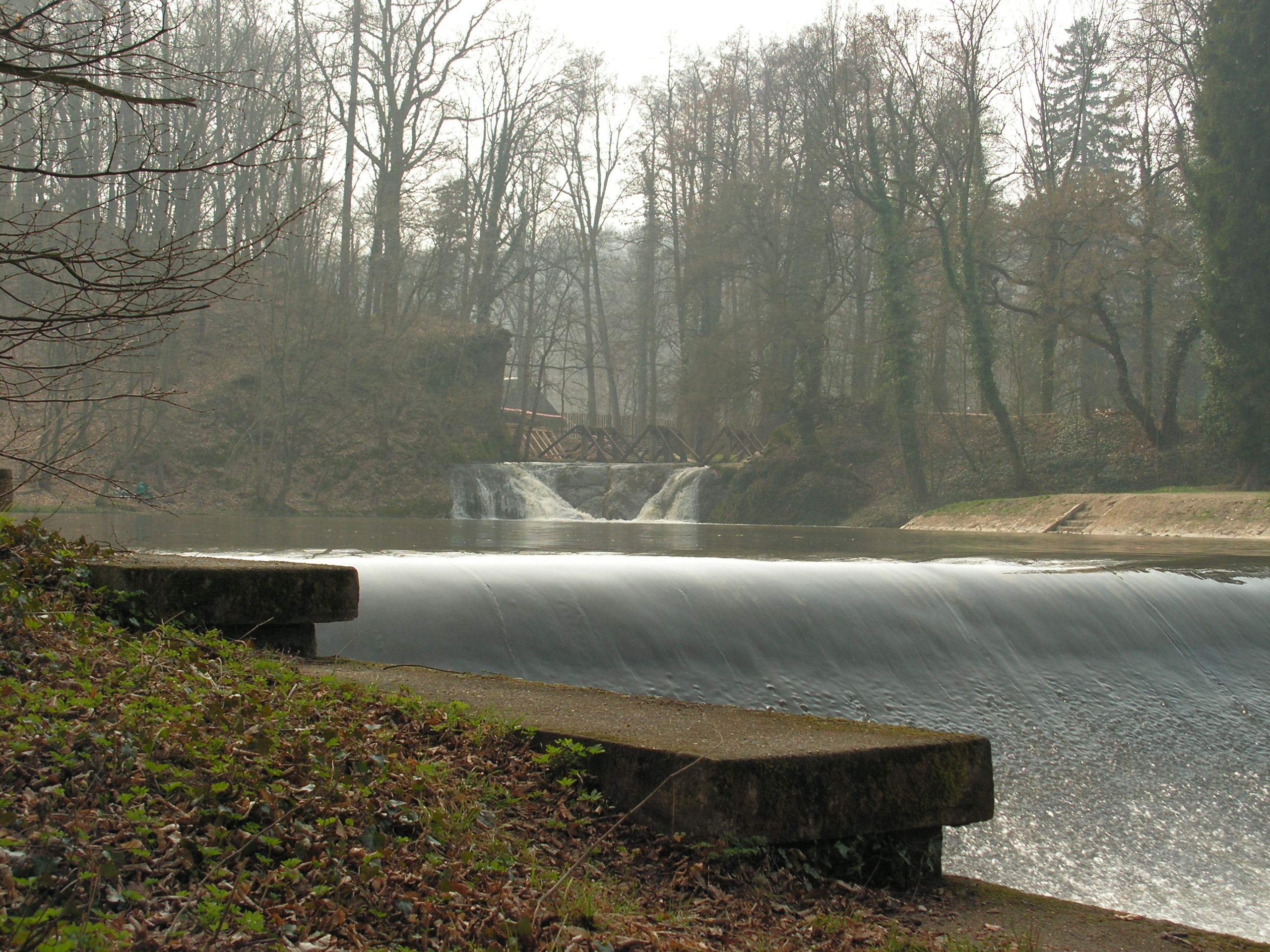
Hostačovka ústící Malým vodopádem do Doubravy ve Žlebech

Území okrsku se nachází mezi sídly Kutná Hora na severozápadě, Podhořany u Ronova na severovýchodě, Třemošnice na jihovýchodě a Golčův Jeníkov na jihu. Zcela uvnitř okrsku leží města Čáslav a Ronov nad Doubravou a větší obce Vrdy a Žleby.

## Geomorfologické členění
Okrsek Ronovská tabule (dle značení Jaromíra Demka VIB–3B–2) náleží do celku Středolabská tabule a podcelku Čáslavská kotlina.
Členění Balatky a Kalvody neuvádí okrsek Ronovská tabule, nýbrž Ronovská kotlina, a člení ho na podokrsky Vinařická kotlina na východě a Hostovlická kotlina uprostřed a na západě.
Ronovská tabule sousedí s dalšími okrsky Středolabské tabule (Žehušická kotlina na severu, Labsko-klejnárská niva a Kolínská tabule na severozápadě) a s celky Železné hory na východě a Hornosázavská pahorkatina na jihu a západě.

## Významné vrcholy
Nejvyšší bod Ronovské tabule, potažmo celé Čáslavské kotliny, je U Písku (341 m n. m.)
- U Písku (341 m), Hostovlická kotlina
- Bambousek (306 m), Hostovlická kotlina